# Tomislav Prosen
Tomislav »Tomo« Prosen, slovensko-hrvaški nogometaš, * 4. december 1943, Sisek, Hrvaška.
Tomislav Prosen velja za enega izmed najboljših nogometašev, ki so kadarkoli zaigrali za NK Maribor, kjer je preživel večji del kariere. Ob 50. letnici kluba leta 2010 pa je bil razglašen za najboljšega nogometaša NK Maribor vseh časov. Od leta 1962 ko je prišel v klub, pa z nekaj prekinitvami do leta 1979 je zbral 391. nastopov na uradnih tekmah s čimer je še vedno drugi igralec kluba po številu nastopov, takoj za Marcosom Tavaresem.